# Вайсе, Михаэль
Михаэль Вайсе (нем. Michael Weiße; прибл. 1480, Ныса — 19 марта 1534, Ланшкроун) — немецкий теолог.
Учился в Кракове, в 1510 г. принял монашество в Бреслау, присоединился к лютеранству, стал членом братства «Богемские братья» в Литомишле, выступал от братства с проповедями в Богемии и Моравии. В 1531 году Вайсе издал первую немецкую книгу гимнов братства «Ein New Gesengbuchlen» в Млада-Болеславе.